# Karate-Europameisterschaften 2016
Die EKF European Karate Championships 2016 waren die 51. Karate-Europameisterschaften, die im Großraum Montpellier in Frankreich, vom 5. Mai 2016 bis zum 8. Mai 2016 in der L´Arena de Montpellier in Pérols ausgetragen wurden. Insgesamt starteten 515 Teilnehmer aus 46 Nationen. Veranstalter war die European Karate Federation.

Bilder von der Karate EM 2016
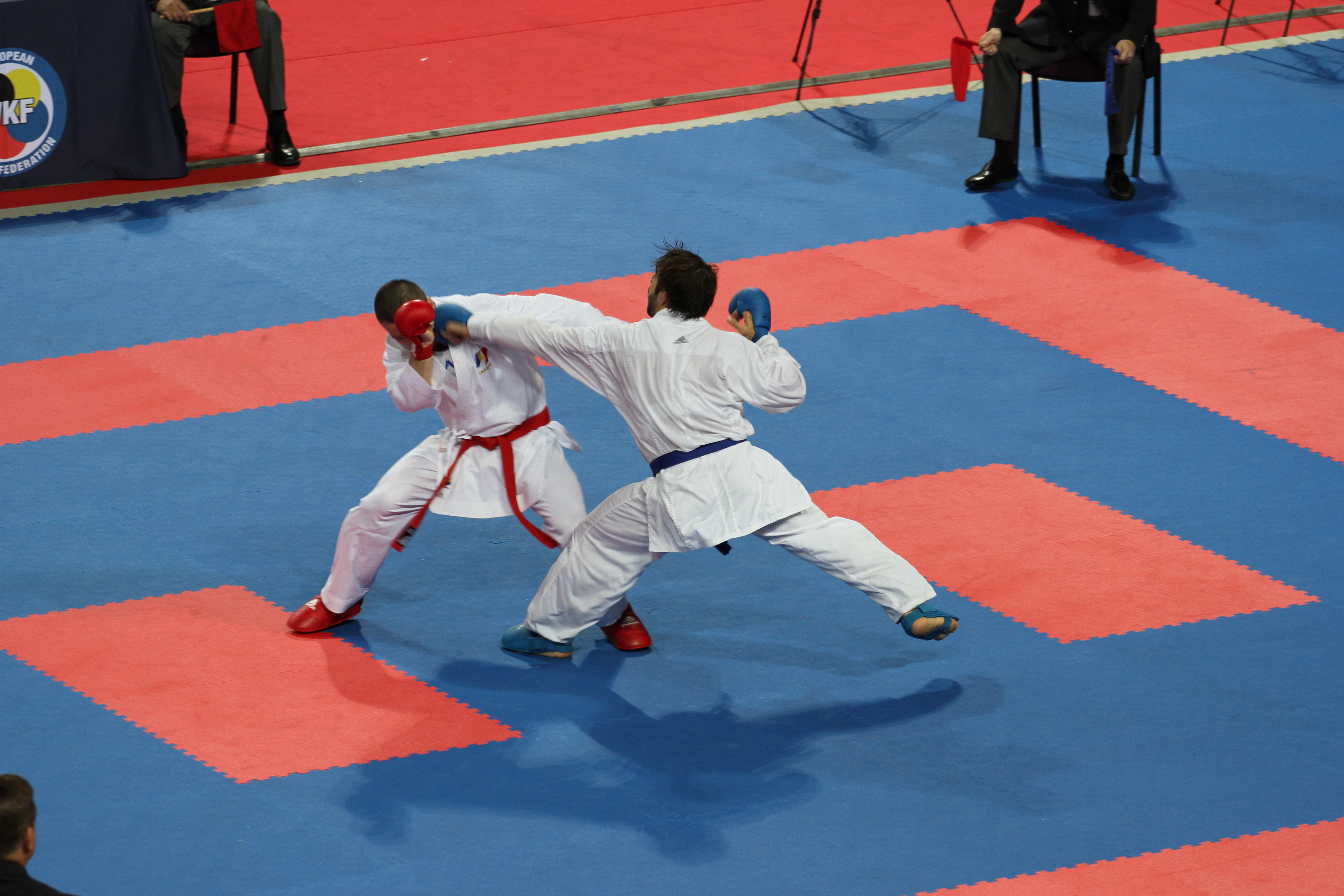
Logan Da Costa (FR) vs. Rəfael Ağayev (AZ)
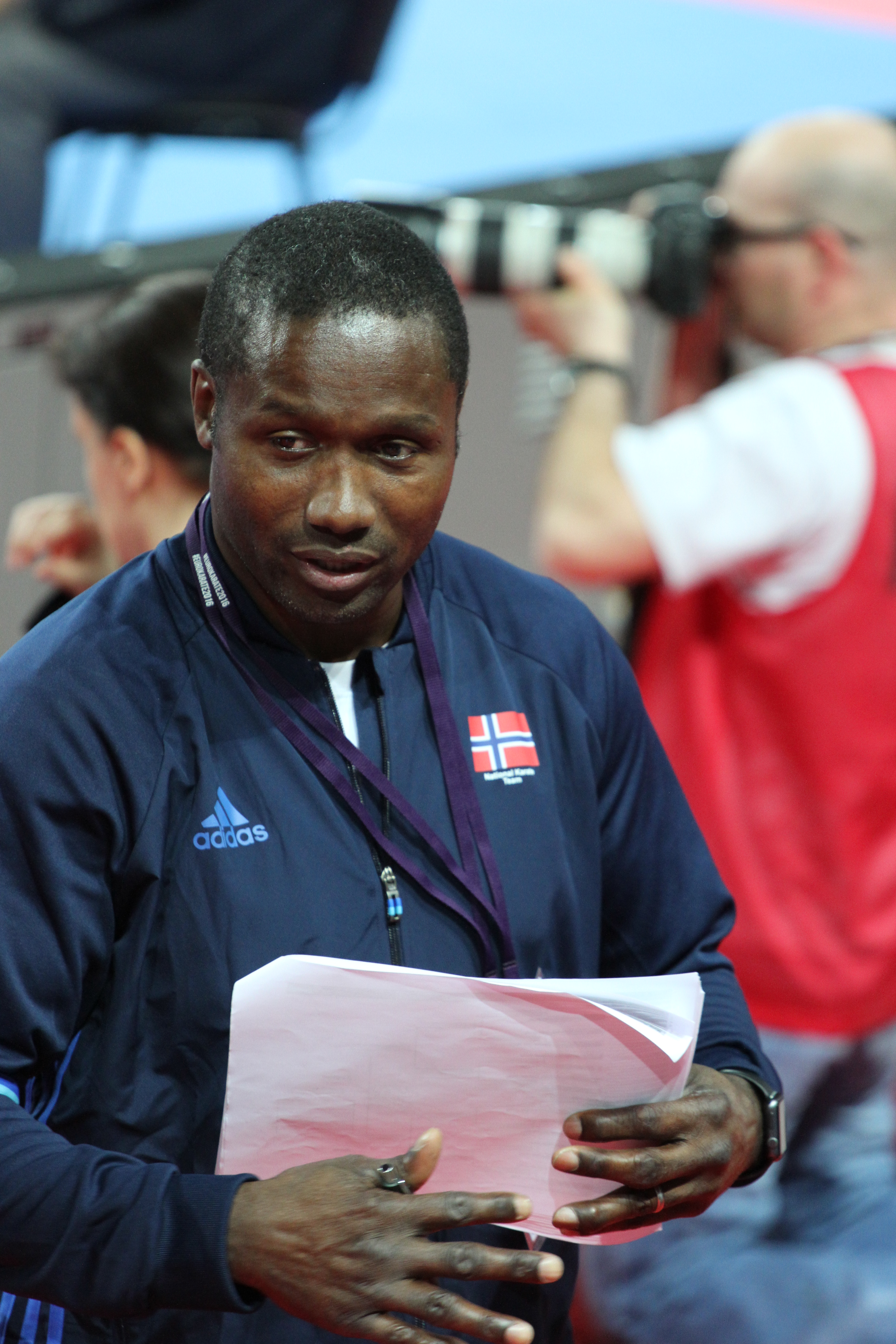
Wayne Otto als Norwegischer Nationaltrainer 2016 in Montpellier
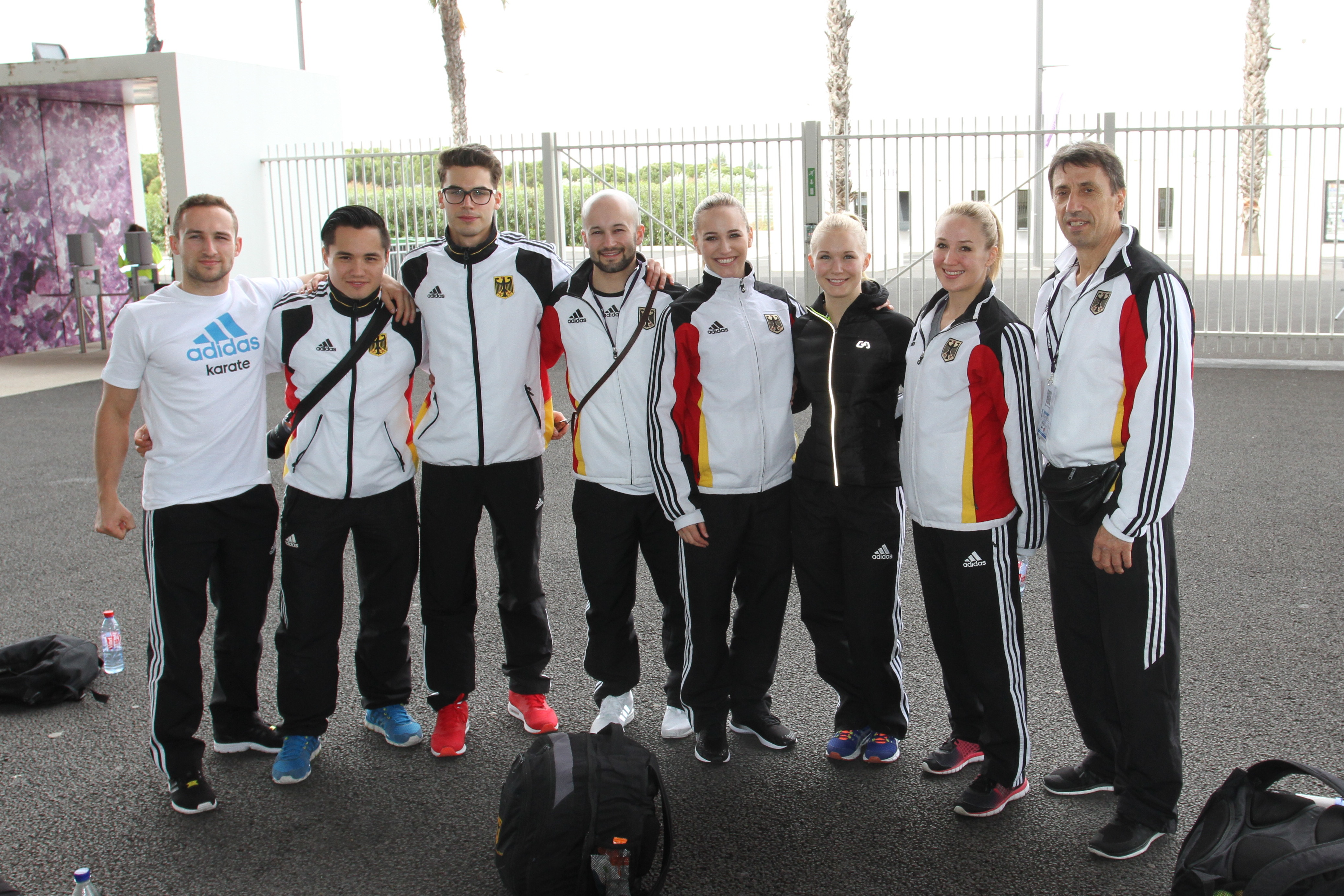
Deutsche Karate Nationalmannschaft
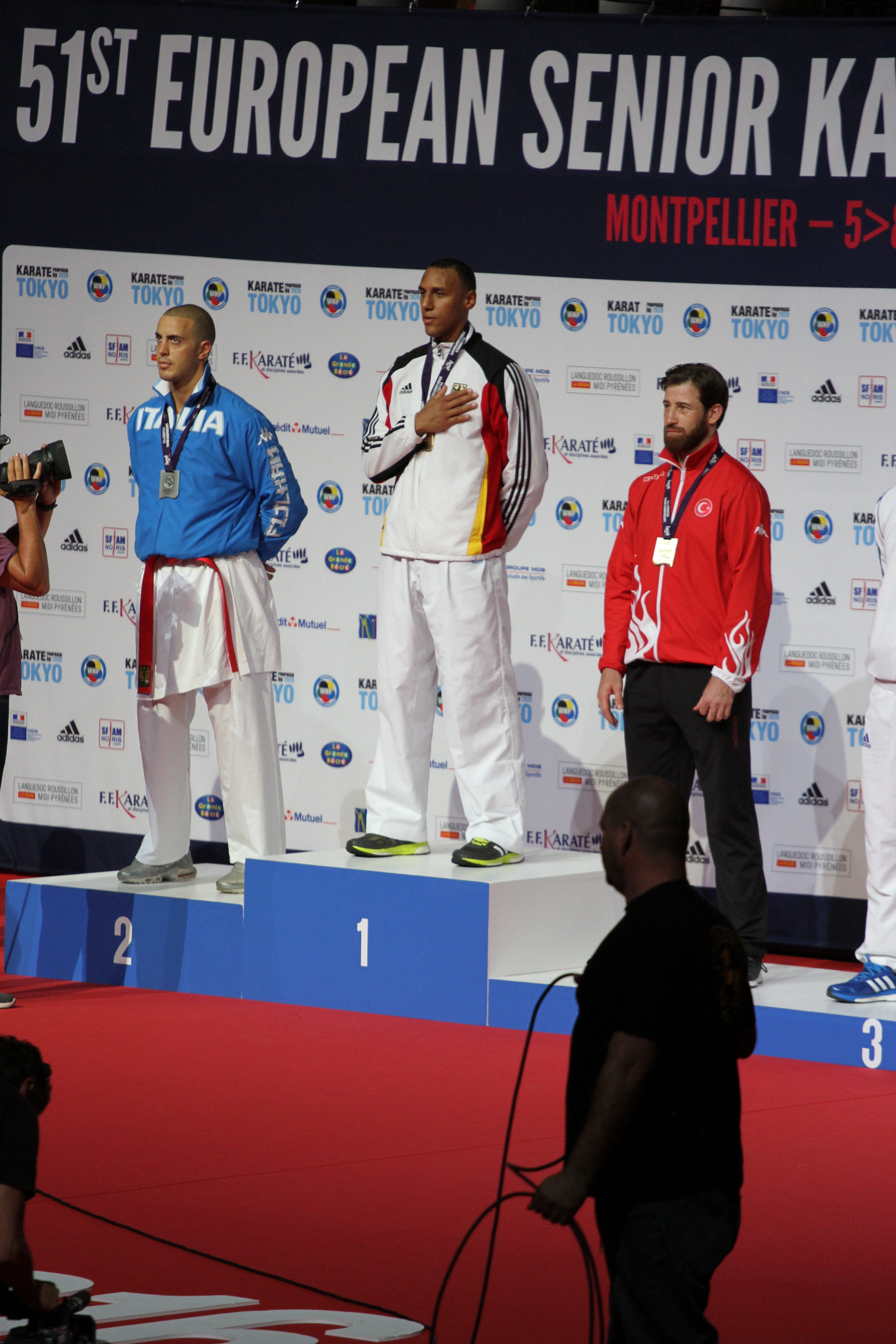
Jonathan Horne Europameister 2016
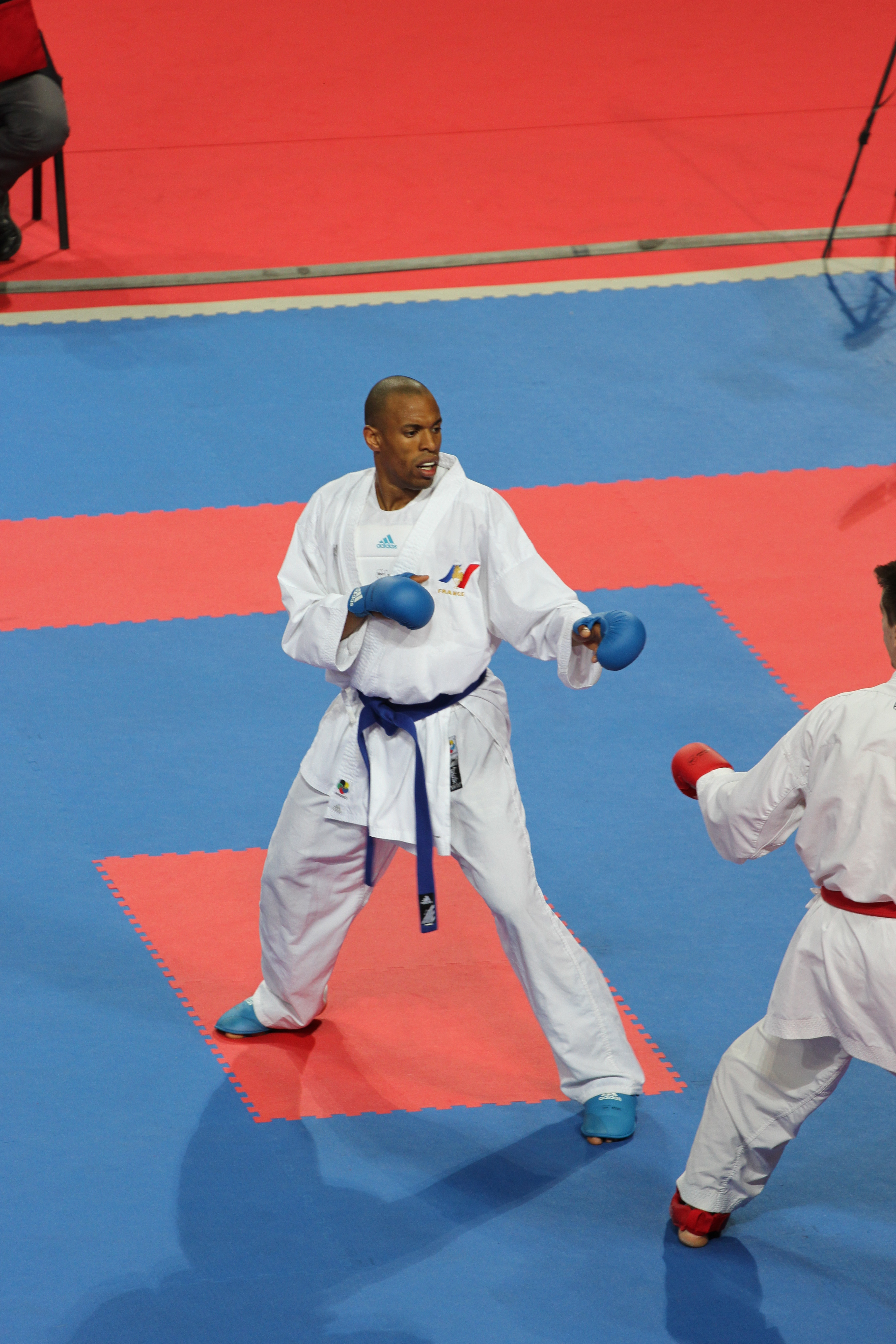
Kenji Grillon der Weltmeister
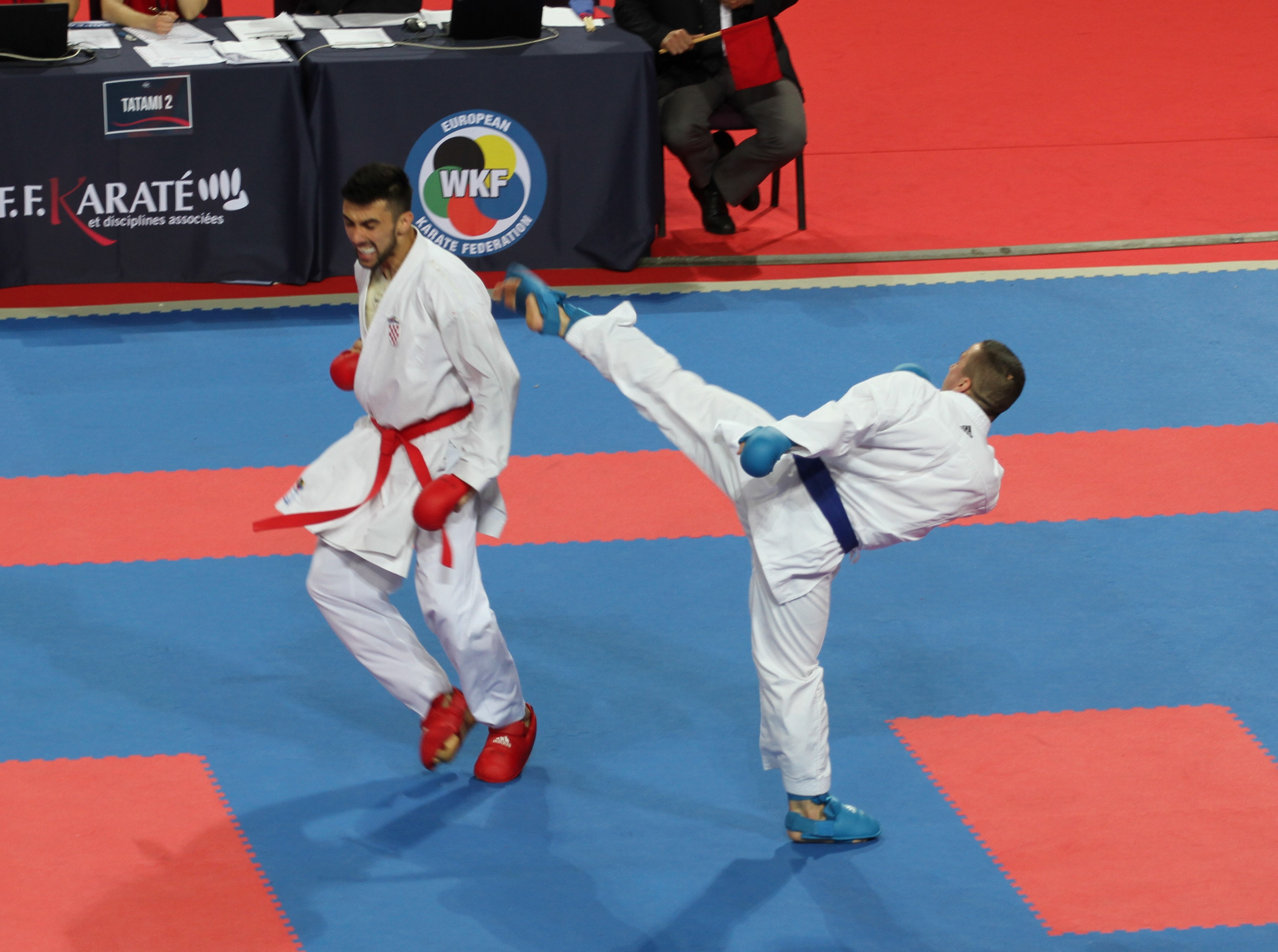
Ura-Mawashi-Geri im Kampf

## Medaillen Herren

### Einzel
| Kategorie     | Gold                | Silber             | Bronze                             |
| ------------- | ------------------- | ------------------ | ---------------------------------- |
| Kata          | Damián Quintero     | Vu Duc Minh Dack   | Roman Heydarov Mattia Busato       |
| Kumite -60 kg | Matías Gómez García | Aykut Kaya         | Emil Pavlov Marko Antić            |
| Kumite -67 kg | Steven Da Costa     | Gianluca De Vivo   | Yves-Martial Tadissi Jordan Thomas |
| Kumite -75 kg | Rəfael Ağayev       | Erman Eltemur      | René Smaal Logan Da Costa          |
| Kumite -84 kg | Uğur Aktaş          | Meris Muhović      | Noah Bitsch Geórgios Tzános        |
| Kumite +84 kg | Jonathan Horne      | Stefano Maniscalco | Enes Erkan Salim Bendiab           |

### Mannschaft
| Kategorie | Gold | Silber                                                                                                  | Bronze |
| --------- | --- | --- | --- |
| Kata      | Frankreich Lucas Jeannot Enzo Montarello Ahmed Zemouri                                                               | Spanien José Carbonell Damián Quintero Francisco Salazar                                                | Türkei Osman Evin Mehmet Yakan Firket Yılmaz Kroatien Ivan Ermenc Damjan Padovan Tomislav Stolar |
| Kumite    | Frankreich Lonni Boulesnane Jessie Da Costa Logan Da Costa Steven Da Costa Marvin Garin Kenji Grillon Corentin Séguy | Türkei Uğur Aktaş Samet Develi Erman Eltemur Enes Erkan Gökhan Gündüz Rıdvan Kaptan Alparslan Yamanoğlu | Serbien Slobodan Bitević Dejan Cvrkota Danilo Jeknić Stefan Joksić Mihajlo Josipović Aleksandar Šestakov Bogdan Trikoš Portugal Miguel Diz Hélio Hernandez Nuno Mestre Nuno Moreira Hugo Pina Filipe Reis Tomás Silva |

## Medaillen Damen

### Einzel
| Kategorie     | Gold                 | Silber             | Bronze                                   |
| ------------- | -------------------- | ------------------ | ---------------------------------------- |
| Kata          | Sandra Sánchez Jaime | Sandy Scordo       | Dilara Bozan Viviana Bottaro             |
| Kumite -50 kg | Alexandra Recchia    | Serap Özçelik      | Jelena Milivojčević Mariya Koulinkovitch |
| Kumite -55 kg | Sara Cardin          | Anzhelika Terliuga | Büşra Tosun Cristina Ferrer Garcia       |
| Kumite -61 kg | Lucie Ignace         | Merve Çoban        | Ana Lenard Jovana Preković               |
| Kumite -68 kg | Elena Quirici        | Alisa Buchinger    | Sherilyn Wold Johanna Kneer              |
| Kumite +68 kg | Anne-Laure Florentin | Helena Kuusisto    | Dragana Konjevic Maša Martinović         |

### Mannschaft
| Kategorie | Gold                                                                      | Silber                                                            | Bronze |
| --------- | ------------------------------------------------------------------------- | ----------------------------------------------------------------- | --- |
| Kata      | Spanien Gema Morales Margarita Morata Paula Rodríguez                     | Deutschland Jasmin Bleul Christine Heinrich Sophie Wachter        | Italien Sara Battaglia Viviana Bottaro Michela Pezzetti Türkei Dilara Bozan Rabia Küsmüş Gizem Şahin                                     |
| Kumite    | Aserbaidschan Farida Abiyeva Nurana Aliyeva Ilaha Gasimova Irina Zaretska | Kroatien Ana-Marija Bujas Čelan Ana Lenard Azra Saleš Ivona Tubić | Türkei Merve Çoban Serap Özçelik Büşra Tosun Büşra Şeyda Turan Frankreich Alizée Agier Nadège Ait-Ibrahim Lucie Ignace Alexandra Recchia |

## Medaillenspiegel
Ausrichter 
| Platz | Land                    | Gold | Silber | Bronze | Gesamt |
| ----- | ----------------------- | ---- | ------ | ------ | ------ |
| 1     | Frankreich              | 6    | 2      | 3      | 11     |
| 2     | Spanien                 | 4    | 1      | 1      | 6      |
| 3     | Aserbaidschan           | 2    | 0      | 1      | 3      |
| 4     | Türkei                  | 1    | 5      | 6      | 12     |
| 5     | Italien                 | 1    | 2      | 3      | 6      |
| 6     | Deutschland             | 1    | 1      | 2      | 4      |
| 7     | Schweiz                 | 1    | 0      | 0      | 1      |
| 8     | Kroatien                | 0    | 1      | 3      | 4      |
| 9     | Österreich              | 0    | 1      | 0      | 1      |
|       | Bosnien und Herzegowina | 0    | 1      | 0      | 1      |
|       | Finnland                | 0    | 1      | 0      | 1      |
|       | Ukraine                 | 0    | 1      | 0      | 1      |
| 13    | Serbien                 | 0    | 0      | 4      | 4      |
| 14    | Niederlande             | 0    | 0      | 2      | 2      |
| 15    | Belarus                 | 0    | 0      | 1      | 1      |
|       | Bulgarien               | 0    | 0      | 1      | 1      |
|       | Vereinigtes Königreich  | 0    | 0      | 1      | 1      |
|       | Griechenland            | 0    | 0      | 1      | 1      |
|       | Nordmazedonien          | 0    | 0      | 1      | 1      |
|       | Montenegro              | 0    | 0      | 1      | 1      |
|       | Portugal                | 0    | 0      | 1      | 1      |
| Total | Total                   | 16   | 16     | 32     | 64     |